# Charles Hard Townes
Charles Hard Townes (28. července 1915 – 29. ledna 2015) byl americký nositel Nobelovy ceny za fyziku a pedagog. Townes je znám za svou práci v oblasti teorie a aplikace maseru, na který dostal základní patent, a další práce v oblasti kvantové elektroniky spojené jak s maserem, tak s laserovými zařízeními. Byl členem Papežské akademie věd (od 1983) a Národní akademie věd Spojených států.
Dosáhl akademických titulů B.A. a B.S. na Furman University, dále M.A. na Duke University a Ph.D. na Caltechu.

## Bibliografie

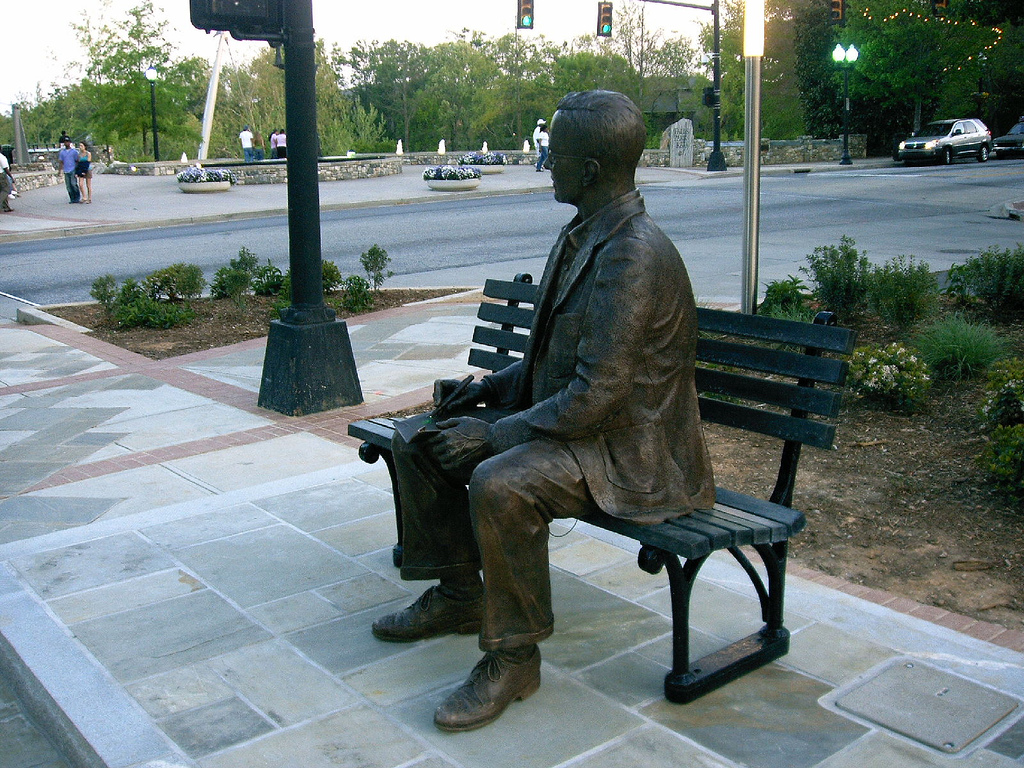
Socha Charlese Harda Townese.